# Springo EV
Springo EV – elektryczny samochód osobowy klasy subkompaktowej wyprodukowany przez chińskie przedsiębiorstwo Shanghai GM w 2013 roku.

## Historia i opis modelu

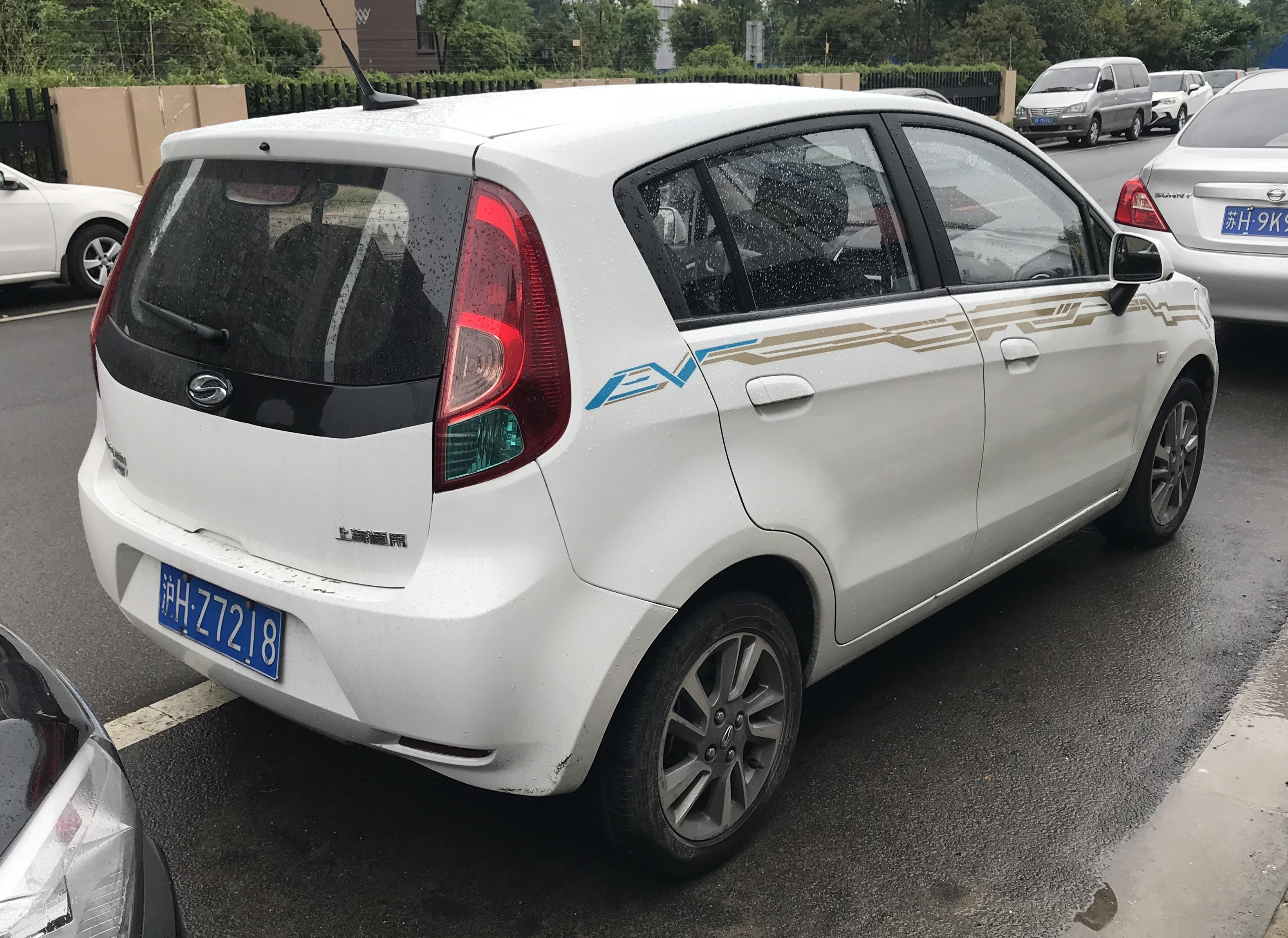
Springo EV - tył

W listopadzie 2012 roku podczas Salonu Samochodowego w Kantonie przedstawiony został niewielki, subkompaktowy hatchback o napędzie elektrycznym, który powstał jako bliźniacza odmiana spalinowego Chevroleta Saila. Samochód nie otrzymał jednak znaczków macierzystego producenta, będąc firmowanym jako Springo EV różniący się od oryginalnego pojazdu srebrnymi zaślepkami na atrapie chłodnicy i innym kształtem szyby tylnej.

### Sprzedaż
Sprzedaż Springo EV miała planowo rozpocząć się w 2013 roku, jednak ostatecznie w roku tym powstała ograniczona liczba egzemplarzy z próbnej puli, która nie została kontynuowana. Chiński rząd oferował dopłaty na zakup tego pojazdu.

### Dane techniczne
Springo EV napędzany jest przez silnik elektryczny o mocy 115 KM i maksymalnym momencie obrotowym wynoszącym 510 Nm. Według deklaracji producenta, pojazd zużywa 15 kWh energii na 100 kilometrów, a maksymalny zasięg na jednym ładowaniu zależy od kultury jazdy. Przy prędkości 60 km/h wyniesie on 200 kilometrów, a w trybie mieszanym ok. 130 kilometrów.